# 普罗佩提乌斯
塞克塔斯·普罗佩提乌斯（拉丁語：Sextus Propertius，前50年—？）。古罗马屋大维统治时期的挽歌诗人之一，著有四卷本与之相关的文学著作。早年出生坎坷，在母亲的督促下学习。后凭借诗歌而闻名于世，他的作品情感丰富，富于变化，在中世纪亦产生了一定的影响力，现仅存残篇。

## 生平
關於普羅佩提烏斯的生平，除其詩作外，史料所載極少，甚至其名字「塞克塔斯」還是由埃利烏斯·多納圖斯提及，還有部分抄本亦載此名。然而，實際上，其完整姓名已不可考。然而，根據其詩中多處記載，可知他生於溫布利亞大區一帶，家世顯赫；更精準來說，應位於阿西西或鄰近地區 。如今，遊客仍可於阿西西參觀一處古宅遺址，相傳其家族曾居於此，甚至可能為詩人本人的故居。
普羅佩提烏斯的父親離世時，他年紀還很小。然而，屋漏偏逢連夜雨，他家族的土地因被政府沒收而喪失。這一事件很可能與公元前41年，維吉爾的土地被奧古斯都（當時是屋大維執政時期）沒收，以用於分配給退伍軍人的行動屬同一波及範圍；此事奧維德在作品中有隱晦暗示，並且還表明普羅佩提烏斯的年紀，相比同時代詩人提布魯斯，還要年輕。綜上所述，可以推測其生年應晚於公元前55年。
父親去世後，普羅佩提烏斯之母仍勉力培養其步入仕途， 顯示即使受土地沒收影響，仍保有一定財富。而其詩作中大量艱深晦澀的神話典故，亦顯示其曾受良好教育。其詩中亦頻繁提及好友圖盧斯 ，此人乃公元前 33 年執政官盧基烏斯·沃爾卡提烏斯·圖盧斯之侄。此外，他居住於羅馬埃斯奎利諾山，這一切跡象表明，他於公元前 20 年代初期，活躍於富貴顯赫之士的社交圈中。
公元前30年左右，普羅佩提烏斯發表首部情詩集，其中「辛西婭」（Cynthia）為貫穿全書的核心主題，故該書後來得名《辛西婭·獨卷集》（Cynthia Monobiblos）。此詩集或因全然圍繞辛西婭展開，遂引起奧古斯都麾下的重要文藝贊助人——梅塞納斯的關注，並將普羅佩提烏斯納入其詩人圈內。約一年後，他出版了第二部更為龐大的詩集，其中部分詩篇直接獻給梅塞納斯，亦包含對奧古斯都的讚美。
關於《第二卷》的篇幅，十九世紀時，古典學者卡爾·拉赫曼依據其篇幅異常龐大，且普羅佩提烏斯詩中提及「三卷詩集」（tres libelli），由此推測現存之《第二卷》，實際上應由兩卷詩集合併而成，並在抄本流傳過程中被誤用，最後混為同為一卷。此觀點與當時現存《第二卷》手稿的編排方式相符，所以亦為後世學者所支持。就如《普羅佩提烏斯詩集》的編者保羅·費代利，以及《洛布古典叢書》的編者喬治·帕特里克·古爾德皆採納此說法。
話說回來，普羅佩提烏斯的《第三卷》出版於公元前23年之後。此卷中，他不再只寫情愛，如III.5即僅以愛神為引子，然後就變換其他主題了。到了公元前16年後，發表了《第四卷》，顯示其詩風愈發成熟，並且開始有了變化，像是內含多首「溯源詩」，講述羅馬風俗儀式與名勝古蹟之由來，甚至帶有對當時的奧古斯都時代之隱晦批判（基於童年家族土地被沒收之事）。《第四卷》亦為普羅佩提烏斯最後一部詩集，其篇幅僅及半卷《獨卷集》。學者推測，鑒於卷內詩風的變化，有可能是其轉換詩風到一半，便不幸辭世，該詩集甚至可能為死後才出版，所以內容才會僅有《獨卷集》的一半。詩人奧維德在公元2年所作之一首輓詩裡面，也明確表示此事。所以，在這個時間之後，推測普羅佩提烏斯已然辭世。

## 詩詞
普羅佩提烏斯因他的四卷輓歌，總共約 92 首詩（確切的數量無法得知，因為多年來，學者們對這些詩歌進行了分拆和重新分組，對準確數量產生了懷疑）而聞名。他的所有詩歌都採用輓歌對句寫成，這是公元前 1 世紀末在羅馬社會中流行的一種詩體。
他與幾乎所有輓歌作者的作品一樣，普罗佩提乌斯的作品以一個女性人物為主導，在他的詩中，這個女性人物常名作「辛西婭」。「辛西婭」這個名字，從他的第一卷詩「《獨卷集》」的第一首詩的第一個字開始起，就間接出現在其他幾首輓歌中，總計超過書中一半以上的輓歌都有其身影：

起初辛西婭用她那迷人的雙眼迷住了我，此前我未曾與邱比特有所往來。——I.1.1-2
阿普列尤斯將她認定為一位名為霍斯提婭（Hostia）的女子，而作者則暗示她是羅馬詩人霍斯提烏斯的後裔。然而，現代學界普遍認為，「辛西婭」的形象實際上是羅馬愛情哀歌中一種文學傳統的產物，即scripta puella，意為「被書寫的少女」，一個虛構的理想化女性形象，作者經常稱讚她為docta puella（「博學的少女」）；並將她塑造成一位女性詩人，如索皮希雅一般：

不僅阿波羅賦予你至高無上的歌詠之力，卡利俄佩亦欣然贈予你奧尼亞的七弦琴。——I.2.27-8
這段文學愛情故事在情感上極端起伏，而作為情人，她顯然支配了詩人筆下的世界，至少在他的第三本詩集中仍然如此：

 我化成灰也愛著妳——III.15.4

對你的愛已埋葬了其餘的情感，自妳之後，更無女子能以甜蜜縛繫我的心靈。——III.15.11-2
普羅佩提烏斯的許多詩篇難以確切斷代，但它們記錄了拉丁哀歌詩人們常見的主題，如誓言、激情、嫉妒、爭吵與哀嘆。在《詩集》第三卷的最後兩首詩中，似乎暗示著詩人與辛西婭的關係最終破裂。

因我的詩而使妳聞名，實為我恥。——III.24.4
最後在詩集的第四卷中，辛西婭僅出現在兩首詩中；使得這本書更像是一種後記的存在。這段感情關係的極端起伏，在最後一卷的其中一首詩中，更是得到了淋漓盡致的展現。這首詩既令人動容，又帶著幾分幽默。詩中，由於葬禮過於寒酸，辛西婭的幽魂從冥界對普羅佩提烏斯發出指責。然而，對於她的責罵，作者並未受到太多的影響；而是感動於見她的最後一面，並將許多感情放在本詩的最後一句 ：

她的幽影自我的擁抱中悄然消逝。——IV.7.96
第四卷除了寫辛西婭，還強烈顯示出作者正為自己的詩歌尋求新的方向。本卷包含了數篇溯源詩，它們通過回顧羅馬及其地標的神話起源，不僅展現了歷史的厚重，甚至可被解讀為對奧古斯都，以及一些新政策的隱晦批判（雖然這一觀點在當代古典學者中仍存爭議）。本卷的最後一首詩（IV.11）是一首極具感染力的作品，由剛剛去世的科妮莉亞向她的丈夫盧基烏斯·埃米利烏斯·雷庇杜斯·保盧斯與三個孩子送上慰問。儘管這首詩（考慮到科妮莉亞與奧古斯都家族的關係）很可能是帝國委託創作的作品，但其莊重、高貴與深沉的悲愴，使得評論家們稱其為「哀歌之王后」，並普遍認為這是整部詩集中最傑出的篇章。
普羅佩提烏斯寫作的風格，以看似突兀的轉換為特徵（與新詩人派詩歌的風格類似），並以高度想像力的典故運用著稱，經常引用希臘與羅馬神話及傳說中較為晦澀的篇章。他獨特的語言運用，加之詩稿文本的流傳受損，使得他的哀歌成為編輯與校勘上的挑戰。在眾多對其詩歌進行評註與修訂的學者中，最著名的包括古典學家約翰·珀西瓦爾·波斯特蓋特與英國古典學家兼詩人阿爾弗雷德·愛德華·豪斯曼。

## 筆誤
此文本在流傳至今的過程中，於句法、結構與邏輯方面多有問題。其中部分問題，有可能是因普羅佩提烏斯遣詞造句大膽，並且偶違常規所致。然而，亦有學者認為，抄本之傳承與流變亦可能加劇了此等困難，遂有改動與重編之舉。
現存普羅佩提烏斯之手稿凡一百四十六部，最早者可追溯至十二世紀。然而，諸多詩篇於此等手稿中顯得支離破碎，難以貫通。以I.8為例，首段乃懇求辛西婭放棄海上遠行，結尾卻驟然轉為欣喜，慶幸其行已止。故大多數學者將此詩分為I.8a（前二十六行）與I.8b（第二十七至四十六行）。更複雜者如II.26，其間意象紛亂，難以捋順：起首乃詩人夢見辛西婭遭遇船難，繼而讚頌其忠貞；繼之則稱辛西婭欲行舟遠航，而己願隨之同行；轉瞬間二人已共立岸邊，再轉眼又復登舟，準備迎接海上風險。此等前後影像，於邏輯與時間序列上似有矛盾，致使部分學者試圖調整詩句次序，或假設其中存有佚失之處。
近代評論家則指出，所有此類改動皆基於一假設，即普羅佩提烏斯之詩作必遵循亞里士多德所確立之古典文學規範，故現存文本之紛亂，當源於抄本之訛誤。然而，亦有觀點認為，普羅佩提烏斯或刻意違逆如「古典三一律」之傳統文學法則，藉此創造斷裂與錯綜之意象，從而展現其詩學革新，此一詮釋視普羅佩提烏斯之風格為對古典文學理論的一種溫和反叛。
然則，雖此等理論或可適用於普羅佩提烏斯其餘三卷詩作之編纂問題，今之語言學研究多趨向一致觀點，認為現存《第二卷》實際上是由兩卷詩作合併而成，原先應為《第二卷》與《第三卷》，但部分篇章已佚失，部分詩篇則被併合或錯置。此推測既有文本為證，亦與史載普羅佩提烏斯之詩集出版情況相合：首為《獨卷集》（即現今之《第一卷》），繼之則為《三卷詩集》（即現今《第二卷》與《第三卷》，仿效奧維德《愛情詩集》之三卷體例），最後則為《第四卷》，極可能於詩人身後方得刊行。

## 後世迴響

### 羅馬時代至中世紀
普羅佩提烏斯自述在當時頗具盛名，然而，這句話卻帶有爭議。 賀拉斯曾評論道，若要聆聽「卡利馬科斯……以取悅那敏感的詩人群體」，則需「忍受諸多苦楚」並「塞住耳朵」。約翰·珀斯特蓋特等學者認為，這實為對普羅佩提烏斯的含蓄批評，因其自視為卡利馬科斯在羅馬的繼承人。 此評價亦見於昆提利安之言，其認為提布盧斯之輓歌更勝一籌，雖承認亦有人更推崇普羅佩提烏斯，但自身對後者頗為輕視。然而，普羅佩提烏斯的受歡迎程度，仍可從龐貝遺存的塗鴉中見證。此外，奧維德在詩歌創作上，亦多次借鑒普羅佩提烏斯。
然而，在中世紀，普羅佩提烏斯的聲望逐漸式微。直至義大利文藝復興時期，他才與其他輓歌詩人一道重新被發掘。彼特拉克的情詩明顯受到其風格影響，而未來的教宗庇護二世亦曾以「Cinthia」為題，為其年輕時的輓歌詩作命名。

### 近代
約翰·沃爾夫岡·馮·歌德於 1795 年發表的《輓歌集》，亦顯示出對普羅佩提烏斯詩作的熟悉與借鑒。
在 20 世紀，埃茲拉·龐德的詩作《向塞克斯圖斯·普羅佩提烏斯致敬》（Homage to Sextus Propertius）將普羅佩提烏斯塑造成一位帶有諷刺色彩的詩人與政治異議者。 龐德在其對普羅佩提烏斯輓歌的翻譯與詮釋中，將其作為意象主義藝術理論的古代先例。他認為普羅佩提烏斯的詩歌展現了他在《如何閱讀》（How to Read）一書中所提出的「語詞的舞蹈」（logopoeia）——即「智識在詞語間的舞動」。吉爾伯特·海格特在《詩人與風景》（Poets in a Landscape）一書中，將此特質歸因於普羅佩提烏斯善用神話典故與迂迴的表達方式，而龐德則在其詩作《致敬》中以更具幽默感的方式加以模仿。
1906 年，J. S. 菲利摩爾推出了一部普羅佩提烏斯詩歌的散文翻譯，由牛津大學出版社出版。
美國詩人羅伯特·洛威爾則在詩作《幽靈：仿塞克斯圖斯·普羅佩提烏斯》（The Ghost. After Sextus Propertius）中，對普羅佩提烏斯與辛西婭的關係進行了詮釋，此詩實為對IV.7的自由翻譯。
俄羅斯詩人約瑟夫·布羅茲基於 1968 年創作的詩作《公元紀元》（Anno Domini），即以普羅佩提烏斯為抒情主人公。
俄國詩人葉蓮娜·施瓦爾茨亦曾創作一組詩篇，假借辛西婭之名，以其口吻作詩。她解釋道：「辛西婭的詩作已不復存在，然而我仍試圖將它們翻譯為俄語。」

### 現代
這種意象派的解讀方式，加之普羅佩提烏斯傾向於維持內心獨白，以及其詩歌極為個人化的特質，使他在現代依然深受青睞。自 2000 年以來，已有三部現代英語譯本問世{{efn|除了前面提到的菲利摩爾，還有2004年這種意象派的解讀方式，加之普羅佩提烏斯傾向於維持內心獨白，以及其詩歌極為個人化的特質，使他在現代依然深受青睞。自 1900 年以來，已有三部現代英語譯本問世。
劇作家湯姆·史塔佩則在其最著名的戲劇作品《愛的發明》中提出，普羅佩提烏斯的詩歌對於今日西方所認知的「浪漫愛情」概念影響深遠。
最新的普羅佩提烏斯譯本於 2018 年 9 月由卡坎奈特出版社出版，並入選詩歌圖書會秋季推薦譯本。該譯本標題為《詩歌》（Poems，ISBN 9781784106515），由派翠克·沃斯尼普編輯，並附有彼得·赫斯林撰寫的前言。
2025年3月6日，武士道跨媒體製作企畫BanG Dream! Ave Mujica發布第11集的預告，其標題「化成灰我也想愛妳」的原文正是出自III.15.4。

## 資料來源

### 註記
1. 1 2  源自約翰·蘭普里爾（英语：John Lemprière）的 A Classical Dictionary （古典字典）
2. ↑  I.22.9-10; IV.1.63-6、121-6
3. ↑  IV.1.127
4. ↑  Tristia IV.10.41-54
5. ↑  IV.1.131
6. ↑  I.1.9, 6.2, 14.20, 22.1
7. ↑  III. 23.24
8. ↑  II. 13.25
9. ↑  III. 18有提及馬塞盧斯之死，故推測是此年之後
10. ↑  III.20.8
11. ↑  I.7.11; II.131.6; II.13.11
12. ↑  II.24a.1-8
13. ↑  書信集（英语：Epistles (Horace)） II.2.87-104
14. ↑  III.1.1-2
15. ↑  除了前面提到的菲利摩爾，還有2002年的斯拉維特（Slavitt）（英语：David R. Slavitt）版，以及2004年的卡司 (Katz)，並且卡司版於2005年獲得國家翻譯獎（英语：National Translation Award）

### 來源
1. ↑  Adkins,Lesley Adkins,Roy A.（1998）.Handbook to Life in Ancient Rome.Oxford University Press,USA.ISBN 9780195123326.
2. ↑   Postgate, John Percival. . Chisholm, Hugh  (编).  22 (第11版). London: Cambridge University Press: 439. 1911.
3. ↑  Propertius, Sextus. Goold, G. P. (EDT) , 编. . Cambridge: Harvard University Press. 1990-12-01: 1. ISBN 9780674990203.
4. ↑  M. Wilson. . brill.com. Brill.   [2025-03-07]. （原始内容存档于2025-01-29）.
5. ↑  Micaela Janan. Micaela Janan , 编. . Berkeley: University of California Press. 2001: 255. ISBN 978-0520223219.
6. ↑  D. Thomas Benediktson. D. Thomas Benediktson , 编. . Carbondale, Illinois: Southern Illinois University Press. 1989-02-01. ISBN 978-0809314539.
7. 1 2  Rose,h.j.; E. Courtney. Rose,h.j. , 编. . Illinois: Bolchazy-Carducci Publishers. 1996-06-01: 289, 293-4. ISBN 978-0865163171.
8. ↑  David，第8頁.
9. ↑  Elena Shvarts. Elena Shvarts , 编. . Hexham: Bloodaxe Books. 1993-12-01: 53. ISBN 978-1852242497.
10. ↑  Muse木棉花-TW. . youtube. Muse木棉花-TW.   [2025-03-07]. （原始内容存档于2025-03-07）.

## 扩展阅读
- Propertius, The Poems (Oxford World's Classics) - see especially Lyne's introduction
- David Slavitt. David Slavitt , 编. . California: University of California Press. 2002. ISBN 978-0-520-93584-6.
- Vincent Katz, The Complete Elegies of Sextus Propertius Princeton University Press (2004)
- D.Feeney, Literature and Religion at Rome: Cultures, Contexts, and Beliefs
- M.Beard, J. North & S.Price, Religions of Rome
- J.North, 'Religion and Politics: from Republic to Principate' in Journal of Roman Studies 76
- J.Hallett, 'Queens, princeps and women of the Augustan elite: Propertius' Cornelia elegy and the Res Gestae Divi Augusti' in R. Winkes (ed.) 'The Age of Augustus'
- Max Turiel, " Propertivs: Algunas Elegías y Variaciones ", Spanish edition, ( Ediciones RIE, 2008 ), ISBN 978-84-96785-56-4.